# Nannophrys ceylonensis
Espèce
Synonymes
- Trachucephalus ceylanicus Ferguson, 1874

Statut de conservation UICN

 VU B1ab(iii)+2ab(iii) : Vulnérable
Nannophrys ceylonensis est une espèce d'amphibiens de la famille des Dicroglossidae.

## Répartition
Cette espèce est endémique du Sud-Ouest du Sri Lanka. Elle se rencontre entre 60 et 1 200 m d'altitude.

## Description
Nannophrys ceylonensis mesure de 45 à 53 mm pour les femelles et de 33 à 44 mm pour les mâles. Sa coloration varie du jaunâtre au vert olive avec des marbrures brunes. Ses membres sont rayés de brun.

## Étymologie
Son nom d'espèce, composé de ceylon et du suffixe latin -ensis, « qui vit dans, qui habite », lui a été donné en référence au lieu de sa découverte, Ceylan (Ceylon en anglais), l'ancien nom du Sri Lanka.

## Publication originale
- Günther, 1869 "1868" : First account of species of tailless batrachians added to the collection of the British Museum. Proceedings of the Zoological Society of London, vol. 1868, p. 478-490 (texte intégral).